# Art Carney
Pour les articles homonymes, voir Carney.
Art Carney, de son nom complet Arthur William Matthew Carney, est un acteur et producteur américain né le 4 novembre 1918 à Mount Vernon, dans l'État de New York (États-Unis), décédé le 9 novembre 2003 à Chester (États-Unis). Il a obtenu l'Oscar du meilleur acteur en 1974 pour le rôle de Harry dans Harry et Tonto de Paul Mazursky.

## Biographie

### Vie personnelle
Carney, né Arthur William Matthew Carney,, cadet d'une fratrie de six garçons (Fred, Jack, Ned, Phil, Robert) est né au Mount Vernon, dans la banlieue nord de New York, le fils d'Helene (née Farrell) et d'Edward Michael Carney, journaliste et attaché de presse. Sa famille était d'origine  irlandaise et catholique. Il étudia à l'A B Davis High School, dont il sortit diplômé en 1936,. Carney fut enrôlé dans l'armée durant la Seconde Guerre mondiale. Pendant la Bataille de Normandie, il fut blessé par des éclats d'obus, ce qui le fit boiteux pour le restant de ses jours,.
Carney se maria à trois reprises avec deux femmes : Jean Myers, de 1940 à 1965, puis à nouveau de 1980 jusqu'à sa mort en 2003, et avec Barbara Isaac du 21 décembre 1966 à 1977. Il eut trois enfants avec sa première femme : Brian (né en 1946), Eileen (née en 1946), et Paul (né en 1952). Brian Carney apparait parfois dans les publicités animées GEICO. Art Carney meurt le 9 novembre 2003, à l'âge de 85 ans, pour causes naturelles tandis qu'il dormait dans sa maison à Chester (Connecticut). Il est enterré au Cimetière de Riverside à Old Saybrook, Connecticut. Quelques semaines avant sa mort, il entra dans le Hall of Fame de l'Academy of Television Arts & Sciences.

### Carrière

#### Radio
Grâce à son frère Jack, qui travaillait dans l'industrie de l'enregistrement musical, Carney put entrer en 1936 comme chanteur comique dans l'orchestre Horace Heidt,, qui était très écouté à la radio durant les années 1930, notamment pour l'immense succès de L'Or du ciel, le premier spectacle où l'on pouvait gagner beaucoup d'argent par des jeux, de 1939 à 1941. La carrière cinématographique de Carney commença avec  rôle non crédité dans L'Or du ciel (1941), l'adaptation en film du programme radiophonique, jouant le rôle d'un membre de la bande d'Heidt aux côtés de Paulette Goddard et James Stewart. Carney, talentueux imitateur, travailla à la radio durant les années 1940, jouant divers rôles et imitant certaines célébrités. Un de ses rôles radios durant les années 1940 était le poisson Lanterne Rouge sur Land of the Lost. En 1943 il joua Philly Oldham sur Joe and Ethel Turp, basé sur l'histoire de Damon Runyon et ce rôle préfigurait déjà le rôle d'Ed Norton. Il apparut dans le Henry Morgan Show en 1946-1947. Il imita également la voix de FDR dans  Report to the Nation, et de Dwight Eisenhower dans Living 1948. En 1950-1951 il joua le père de Montague dans The Magnificient Montague. Il joua un second rôle dans Crime Photographer  et GangBusters.

### Télévision
Sur les spectacles radios et télévisés de  The Morey Amsterdam Show de 1948 à 1950, Carney joua le personnage de Charlie le portier, et devint célèbre grâce à sa  réplique  « Ya know what I mean ».
En 1950, Jackie Gleason fut une des vedettes d'un programme télévisé, DuMont Network's Cavalcade of Sars, dans lequel il joua de nombreux rôles. Parmi ces rôles figurait le personnage de Charlie Brattent, un serveur à la langue bien pendue décidé à faire avorter le repas d'un patron voisin. Carney, établi à New York comme un acteur de qualité, joua la victime maniérée de Bratten, Clem Finch. Gleason et Carney s'entendaient à merveille, ainsi Gleason recruta Carney pour jouer dans d'autre sketchs, dont la comédie domestique The Honeymooners. Carney acquit une renommée à vie pour son personnage d'ouvrier des égouts, qui se surnommait lui-même « expert de l'assainissement souterrain », Ed Norton, rival du personnage de Jackie Gleason, Raph Kramden,. Le succès de ces sketchs provenait de la célébrité dont jouissait The Honeymooners, qui la partageait avec ses reprises. Il fut nommé pour sept Emmy Awards et en gagna six (il fut d'ailleurs le premier à en obtenir trois à la suite en 1953, 1954, 1955).
Entre ses travaux pour Gleason, Carney fut invité sur The Martha Raye Show, de la  NBC, sur The Dinah Shore Chevy Show et bien d'autres, dont sa mystérieuse participation sur What's My Line? auquel il participa déguisé en Ed Norton. Dans le premier épisode de la saison deux de la série Batman, nommé Shoot a Crooked Arrow (1966), Carney fit une mémorable performance en tant que nouveau méchant, The Archer.
En 1958, il joua dans une émission télévisée pour enfants à l'ABC, Art Carney Meets Peter and the Wolf, accompagné des marionnettes de Bil Baird. Il conta à l'aide des marionnettes l'histoire de Pierre et le Loup (Sergueï Prokofiev) d'une manière originale. On donna à d'autres musiques de Prokovief des paroles écrites par Ogden Nash. Le spectacle fut un succès et fut repris par deux fois.
Carney joua dans un épisode de Noël, Night of the meek, de la série La Quatrième Dimension. En 1964, il fut invité pour apparaître dans l'épisode Smelling like a rose, parmi Hal March et Tina Louise dans la série de la CDB, Mr. Broadway, avec Craig Stevens. Il joua également un chef de police Paul Lanigan dans le téléfilm de 1976 Lanigan's Rabbi, et dans la série de courte durée du même nom qui fut diffusée en 1977, dans la programmation de la NBC Sunday Mystery Movie.
En 1978 Carney apparait dans le téléfilm Au temps de la guerre des étoiles, lié à la série de films Star Wars. Là dedans, il joua Trader Saun Dann, un membre de l'Alliance rebelle, qui aida Chewbacca et sa famille à s'enfuir du blocus impérial.
Il fut réuni à nouveau avec Gleason pour un nouvel épisode de The Honeymooners dans le cadre du Jackie Gleason Show en 1966. Un journaliste de Look dit à cette occasion, le 15 novembre 1966, que Carney « apporta à la comédie toute l'intelligence, l'originalité et l'émotion du plus éloquent marginal des temps passés, Charlie Chaplin ».

### Musique
Carney enregistra dans les années 1950 pour Columbia Records deux de ses chansons qui étaient The Song of Sewer, chantée en tant que son personnage Norton, et Twas the Night Before Christmas, une chanson parlée dans laquelle Carney, accompagné uniquement d'un batteur de jazz, récite le fameux poème Yuletide en syncope. Certaines chansons de Carney furent utilisées pour de nouvelles comédies, mais la plupart étaient de naïves chansons pour enfants.
Il narra également une version du Magicien d'Oz pour Golden Records, avec Mitch Millier et son chœur chantant quatre des chansons du film de 1939.

### Films
En  1974, il obtint l'Oscar du meilleur acteur pour sa performance comme Harry Coombes, un vieil homme voyageant avec son chat domestique, dans Harry et Tonto, battant Al Pacino, Dustin Hoffman et Jack Nicholson. Lorsqu'on lui proposa le rôle pour la première fois, il ne fut pas enthousiasmé à l'idée de jouer un homme de 72 ans alors qu'il en était un de 55. Mais il finit par accepter, et expliqua dans le National Enquirer le 7 octobre 1974 que « J'utilisai ma propre voix, ne fut maquillé que très peu, épaissis mes sourcils, grisai ma moutache et blanchis mes cheveux ».
Il apparut également dans des films tels que W.W. and the Dixie Dancekings, The Late Show (comme un détective vieillissant), House Calls, Movie Movie et Going in Style (comme un vieil homme qui se joint à un braquage de banque par ennui). Puis par la suite dans The Muppets Take Manhattan (1984) et le thriller Charlie.
En 1981, il joua Harry Truman, un propriétaire de 84 ans dans un récit semi-fictionnel relatant les événements de l'éruption du mont Saint Helens, dans un film intitulé St. Helens.
En 1984, il joua le Père Noël dans le téléfilm The Night They Saved Christmas. Bien qu'il se soit retiré à la fin des années 1980, il fait une brève apparition dans le film avec Arnold Schwarzenegger, Last Action Hero,.

### Broadway
Carney fit ses débuts à Broadway en 1957 jouant le premier rôle de The Rope Dancers, pièce de Morton Wishengrad, qui n'eut qu'un succès moyen, alors qu'Art Carney reçut moult éloges de la presse : Robert Coleman du New York Mirror, le 21 novembre 1957, sentit en Carney « La révélation théâtrale de l'année », tandis que Hobe Morrison du Variety le 27 novembre 1957, décrivit Carney comme « une révélation ». Il apparut par la suite à Broadway, notamment avec son rôle en 1965-67 de Felix Unger dans The Odd Couple (avec Walter Matthau puis Jack Klugman pour le rôle d'Oscar), mais c'est durant les répétitions de cette pièce qu'apparurent ses problèmes de dépression, conséquence de son mariage et de sa consommation d'alcool,. En 1969 il fut nommé à un Tony Award pour sa performance dans Lovers de Brian Friel. Art Carney joua dans une pièce de Broadway venant d'Angleterre nommée Take Her, She's Mine.

## Filmographie

### Acteur
- 1941 : L'Or du ciel (Pot o' Gold) de George Marshall : Radio announcer
- 1948 : The Morey Amsterdam Show (en) (série télévisée) : Charlie the Waiter et Newton the Waiter
- 1949 : Cavalcade of Stars (série télévisée) : Ed Norton
- 1951 : Henry Morgan's Great Talent Hunt (série télévisée)
- 1951 : The Dagmar Story de Robert Doyle
- 1952 : The Jackie Gleason Show (série télévisée) : Ed Norton
- 1954 : Panama Hattie (TV)
- 1958 : The Sid Caesar Show (TV)
- 1959 : Our Town (TV) : Stage Manager
- 1964 : A Day Like Today (TV)
- 1964 : La Rolls-Royce jaune (The Yellow Rolls-Royce) : Joey Friedlander
- 1967 : Petit guide pour mari volage (A Guide for the Married Man) de Gene Kelly : Technical Adviser (Joe X)
- 1970 : The Great Santa Claus Switch (TV) : Santa Claus / Cosmo the Wizard
- 1970 : Le Virginien (TV) saison 9 épisode 04  (With love, bullets and valentines) : Skeet
- 1972 : The Snoop Sisters (TV) : Barney
- 1974 : Harry et Tonto (Harry and Tonto) : Harry Coombes
- 1974 : Happy Anniversary and Goodbye (TV) : Malcolm Michaels
- 1975 : W.W. and the Dixie Dancekings : Deacon John Wesley Gore
- 1975 : Death Scream (en) (TV) : Mr. Jacobs
- 1975 : Katherine (TV) : Thornton Alman
- 1976 : Christmas in Disneyland (TV) : Gramps / Dr Wunderbar
- 1976 : The Honeymooners Second Honeymoon (TV) : Ed Norton
- 1976 : What Now, Catherine Curtis? (en) (TV) : Mr. Slaney
- 1976 : Won Ton Ton, le chien qui sauva Hollywood (Won Ton Ton, the Dog Who Saved Hollywood) de Michael Winner  : J.J. Fromberg
- 1976 : Lanigan's Rabbi (TV) : Police Chief Paul Lanigan
- 1977 : Scott Joplin : John Stark
- 1977 : Lanigan's Rabbi (série télévisée) : Police Chief Paul Lanigan
- 1977 : Le Chat connaît l'assassin (The Late Show) : Ira Wells
- 1977 : The Honeymooners Christmas Special (TV) : Ed Norton
- 1978 : Ringo (TV) : le père d'Ognir
- 1978 : The Honeymooners Valentine Special (TV) : Ed Norton
- 1978 : House Calls : Dr Amos Willoughby
- 1978 : Le Mutant (feuilleton TV)
- 1978 : Au temps de la guerre des étoiles (The 'Star Wars' Holiday Special) (TV) : Saundan
- 1978 : Movie Movie : Doctor Blaine / Doctor Bowers
- 1979 : You Can't Take It with You (TV) : Grandpa Martin Vanderhof
- 1979 : Ravagers : Sergeant
- 1979 : Sunburn, coup de soleil (Sunburn) de Richard C. Sarafian : Marcus
- 1979 : Des nerfs d'acier (en) (Steel) : Pignose Moran
- 1979 : Letters from Frank (TV) : Frank Miller
- 1979 : Going in Style : Al
- 1980 : Les Massacreurs de Brooklyn (Defiance) de John Flynn : Abe
- 1980 : Roadie : Corpus C. Redfish
- 1980 : Alcatraz: The Whole Shocking Story (TV) : Robert Stroud
- 1980 : Fighting Back (TV) : Art Rooney
- 1981 : Take This Job and Shove It : Charlie Pickett
- 1981 : Bitter Harvest (TV) : Walter Peary
- 1981 : St. Helens : Harry Truman
- 1981 : The Leprechaun's Christmas Gold (TV) : Narrateur / Blarney Kilakilarney
- 1982 : Ménage à trois (Better Late Than Never) de Bryan Forbes : Charley Dunbar
- 1983 : The Last Leaf de David Anspaugh : Mr. Behrman
- 1984 : Terrible Joe Moran (TV) de Joseph Sargent : Tony
- 1984 : A Doctor's Story (TV) de Peter Levin : Harry Wickes
- 1984 : Charlie (Firestarter) de Mark L. Lester : Irv Manders
- 1984 : La Machination (The Naked Face) de Bryan Forbes : Morgens
- 1984 : Les Muppets à Manhattan (The Muppets Take Manhattan) de Frank Oz : Bernard Crawford
- 1984 : La Nuit où l'on a sauvé le père Noël (TV) de Jackie Cooper : Santa Claus
- 1985 : Pépé le moqueur (The Undergrads) (TV) de Steven Hilliard Stern : Mel Adler
- 1985 : Izzy & Moe (TV) de Jackie Cooper : Moe Smith
- 1985 : Le Vol du Blue Yonder (The Blue Yonder) (TV) de Mark Rosman : Henry Coogan
- 1986 : Miracle of the Heart: A Boys Town Story (TV) de Georg Stanford Brown : Père Michael T. O'Halloran
- 1986 : The Cavanaughs (série télévisée) : James 'The Weasel' Cavanaugh
- 1987 : Night Friend de Peter Gerretsen : Monsignor O'Brien
- 1990 : Where Pigeons Go to Die (TV) de Michael Landon
- 1993 : Last Action Hero de John McTiernan : Frank

### Producteur
- 1948 : Talent Scouts (série télévisée)

## Récompenses et nominations

### Récompenses
Il a obtenu, entre autres prix, l'Oscar du meilleur acteur en 1974 pour le rôle de Harry dans Harry et Tonto de Paul Mazursky.